# Freddy Krueger
 Frederick Charles "Freddy" Kruger, ili jednostavno Fred je izmišljeni lik iz filmskog horor serijala Strava u Ulici brijestova. Prvi put se pojavljuje u filmu Wesa Cravena Strava u Ulici brijestova (1984.) kao iznakaženi ubojica iz noćnih mora s rukavicom s oštricama kojima u snu ubija svoje žrtve, a one potom umiru i u stvarnosti.
Izvorno ga je tumačio glumac Robert Englud u svim nastavcima prvotnog serijala, dok ga je u novoj obradi iz 2010. godine tumačio Jackie Earle Haley.

## Lik
Freddy Krueger je sin časne sestre Amande Krueger koju je silovalo stotinu manijaka. Iz tog događaja rodio se Freddy. Zbog činjenice da je začet na taj način, u djetinjstvu je često ismijavan, što je kod njega rezultiralo gnjevom. Taj bijes okrenuo je isprva protiv životinja koje je zlostavljao i ubijao. I sam je bio zlostavljan od strane očuha, kojeg je naposljetku ubio oštricama.
Kada je odrastao, dobio je kći koju mu je oduzela socijalna služba. Nakon tog događaja počeo je ubijati djecu, zaradivši nadimak Krvnik iz Springwooda. Poslije niza ubojstava napokon je uhvaćen, ali i ubrzo pušten zbog pravne pogreške. Tada se nezadovoljni roditelji udružuju, pronalaze Kruegera u jednoj kući te je spale zajedno s njim. Međutim, Freddyjev opaki duh preživljava i stvara pakt s demonima sna koji mu nude vječni život u carstvu snova, a zauzvrat on će nastaviti ubijati. Od tada, Freddy se osvećuje djeci roditelja koji su ga ubili, ulazeći u njihove snove i ubijajući ih u njima, što za posljedicu ima njihovu smrt u stvarnom životu.

### Izgled
Freddy Krueger prikazan je kao muškarac spaljena lica sa šeširom na glavi, odjeven u majicu sa zeleno-crvenim vodoravnim prugama. Na desnoj ruci nosi rukavicu s pet dugih oštrica.